# 根尾村立黒津小学校
根尾村立黒津小学校 （ねおそんりつ くろづしょうがっこう）は、かつて岐阜県本巣郡根尾村（現・本巣市）に存在した公立小学校。

## 概要
- 校区は現在の根尾黒津・根尾越波・根尾大河原。本校の校区は黒津のみであり、越波に越波分校、大河原に大河原分校を設置していた。
- 校区は1959年9月26日伊勢湾台風及び1965年9月15日の集中豪雨で甚大な被害を受けたこともあり、住民の離村による過疎化が進んだ。1970年に長嶺小学校に統合され廃校。その後長嶺小学校黒津分校となったが、1971年に休止、1985年に廃止された。
- 校舎は個人所有として現存する。

## 沿革
- 1874年（明治7年）3月 - 越波村の民間の土倉を使用し開校[注釈 4]。黒津村、越波村児童が通学する。正式な学校では無く、寺小屋のようなものであった。
- 1875年（明治8年） - 門脇村に門脇学校が開校。長嶺村、市場村、神所村、中村、門脇村、天神堂村、長島村、黒津村、越波村の児童が通学するが、黒津村と越波村の児童の多数は従来の越波村の学校に通学する。
- 1882年（明治15年） - 正式に認可され、越波学校となる。校区は黒津村、越波村。
- 1886年（明治19年） - 黒津村が越波学校から離脱。黒津簡易科小学校が開校。
- 1897年（明治30年）4月1日 - 長嶺村、市場村、神所村、中村、越卒村、門脇村、天神堂村、長島村、黒津村、越波村が合併し、中根尾村が発足。
- 1905年（明治38年） - 黒津尋常小学校に改称する。大河原簡易科小学校、越波簡易科小学校を統合する。大河原分教場、越波分教場を設置。
- 1941年（昭和16年）4月1日 - 黒津国民学校に改称する。
- 1947年（昭和22年）4月1日 - 根尾村立黒津小学校に改称する。根尾中学校黒津分校を併設。
- 1960年（昭和35年）4月 - 根尾中学校黒津分校、大河原分校、越波分校が統合し独立。黒津中学校が発足。黒津小学校と併設。
- 1965年（昭和40年）10月 - 黒津中学校が廃校。黒津小学校は単独校となる。
- 1970年（昭和45年）3月 - 長嶺小学校に統合され廃校。旧・黒津小学校は長嶺小学校黒津分校となり、越波分校及び大河原分校は長嶺小学校に引き継がれる。
- 1971年（昭和46年）3月 - 黒津分校休止。
- 1985年（昭和60年）3月 - 黒津分校廃止。